# Cigaretový kouř

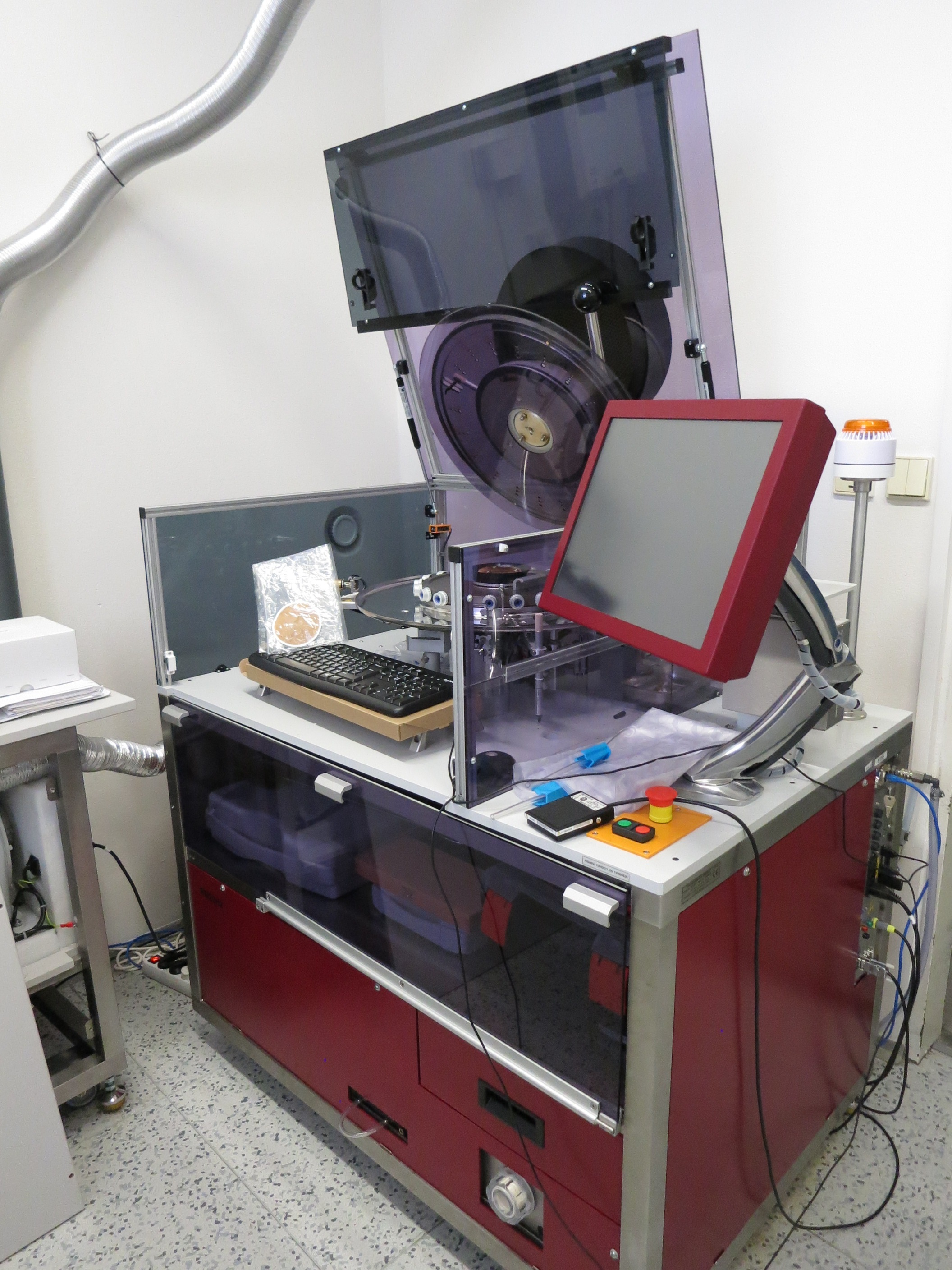
Nakuřovací přístroj používaný k analýze cigaret, který simuluje kouření člověkem. Takto získaný kouř je pak dále analyzován na obsah dehtu, nikotinu a oxidu uhelnatého v laboratoři SZPI v Praze.

Cigaretový kouř je dynamickým komplexem více než 4000 plynných i pevných látek vzniklých nedokonalým spalováním cigaret. Obsahuje 43 prokázaných karcinogenů (mezi nejznámější patří dibenzantracen, benzo-a-pyren, dimetylnitrosamin, dietylnitrosamin, vinylchlorid, hydrazin, arsen, kadmium) dále velké množství kokarcinogenů, promotorů nebo suspektních karcinogenů, mutagenů, alergenů a toxických látek. Dále je bohatý na oxid uhelnatý. V kouři se také zároveň nachází malé množství těžkých kovů, kyanovodíku a pro tabákový kouř specifické nitrosaminy. Zároveň tabákový kouř obsahuje také radioaktivní látky (Polonium 210, Olovo 210) díky nimž se plíce silného kuřáka který vykouří 2 krabičky denně ozáří jako při rentgenu plic už za 6 dní.
Tabákový kouř má teplotu mezi 900 ℃ a 400 ℃ při kouření.[zdroj⁠?!]

## Následky vdechování kouře

### Aktivní kouření
Aktivní kouření způsobuje nebo zvyšuje riziko vzniku celé řady fatálních i nefatálních onemocnění:
- fatální onemocnění související s kouřením – karcinom plic, karcinomy horních dýchacích cest, karcinom močového měchýře, karcinom pankreatu, ischemickou chorobu srdeční, CHOPN, karcinom jícnu, karcinom ledvin, cervixu[zdroj⁠?!]
- nefatální onemocnění související s kouřením – periferní cévní onemocnění, kataraktu, m. Crohn, žaludeční vřed, duodenální vřed, fraktury v oblasti kyčle (nad 65 let).[zdroj⁠?!]

### Pasivní kouření
Pasivní kouření (anglicky second hand smoking) způsobuje odhadem 120–160 úmrtí v ČR za rok.[zdroj⁠?!] ETS (environmental tobacco smoke, tabákový kouř v prostředí) obsahuje stovky toxických látek. Expozici ETS lze prokázat v krvi, slinách nebo moči nekuřáků, akutní dopad se projeví podrážděním sliznic očí a dýchacích cest, nepříjemným čichovým vjemem.